# 森特鎮區 (印第安納州里普利縣)
森特鎮區（英語：Center Township）是位於美國印地安納州里普利縣的一個行政鎮區。

## 地方資料
根據2010年美國人口普查的數據，森特鎮區的面積為76.40平方千米，當中陸地面積為76.20平方千米，而水域面積為0.20平方千米。當地共有人口2,656人，而人口密度為每平方千米34.76人。